# The Barry Sisters
Merna Pine (ur. 1923, zm. 31 października 1976) i Claire Easton (ur. 17 października 1920, zm. 22 listopada 2014), urodzone jako Minnie i Clara Bagelman – amerykańskie piosenkarki klezmerskie, w przemyśle muzycznym funkcjonujące jako zespół The Barry Sisters.

## Życiorys
Minnie i Clara urodziły się w rodzinie Hermana i Estery Bagelman, żydowskich emigrantów z Austrii i Rosji. Miały dwie młodsze siostry, Celię i Julię. Karierę muzyczną rozpoczęły w latach 30., jako zespół The Bagelman Sisters. Za namową ojca, zdecydowały się śpiewać w Jidysz.
Piosenkarki pierwszy raz wystąpiły publicznie w audycji dziecięcej Uncle Norman radia WLTH, wciąż znane jako The Bagelman Sisters. Z końcem lat 30., dokonały pierwszych nagrań dla wytwórni płytowej Victor Records. Wkrótce zmieniły nazwisko sceniczne na Barry i stały się znane jako jazzowe wokalistki jidysz. Występowały w Stanach Zjednoczonych, Izraelu i Związku Radzieckim.
Zakończyły karierę w 1973, wydając ostatni album Our Way. Merna Pine zmarła 31 października 1976 w nowojorskim Fifth Avenue Hospital z powodu guza mózgu. Claire Easton zmarła 22 listopada 2014 w Aventurze.

## Dyskografia
- The Barry Sisters; Banner
- The Barry Sisters; Cadence
- At Home with the Barry Sisters; Roulette
- Side by Side; Roulette
- We Belong Together; Roulette
- Shalom; Roulette
- The Barry Sisters in Israel (live); Roulette
- The World of the Barry Sisters: Memorable Jewish Melodies; Roulette
- Fiddler on the Roof; ABC-Paramount
- Something Spanish; ABC-Paramount
- A Time To Remember; ABC-Paramount
- Our Way (Tahka-Tahka); Roulette/Mainstream/Red Lion